# 하명래
하명래(1999년 5월 5일 ~ )는 대한민국의 축구 선수이다. 포지션은 골키퍼이다.

## 클럽 경력
하명래는 2018시즌을 앞두고 K리그1의 포항 스틸러스에 입단했다.
2020시즌을 앞두고 대구 FC로 이적했다.
2021시즌을 앞두고 K4리그의 충주시민축구단으로 이적했다.
2021시즌 여름 이적시장을 통해 포천시민축구단에 입단했다.
2022시즌을 앞두고 평택 시티즌 FC에 입단했다.